# Martinsville (Ohio)
Martinsville es una villa ubicada en el condado de Clinton, Ohio, Estados Unidos. Tiene una población estimada, a mediados de 2021, de 415 habitantes.

## Geografía
La localidad está ubicada en las coordenadas 39°19′23″N 83°48′44″O / 39.32306, -83.81222 (39.322974, -83.812263). Según la Oficina del Censo de los Estados Unidos, Martinsville tiene una superficie total de 0.959 km², de la cual 0.955 km² corresponden a tierra firme y 0.004 km² son agua.

## Demografía
Según el censo de 2020, en ese momento había 416 personas residiendo en la localidad. La densidad de población era de 435.60 hab./km². El 94.71% de los habitantes eran blancos, el 0.24% era afroamericano, el 0.24% era asiático, el 0.24% era de otra raza y el 4.57% eran de una mezcla de razas. Del total de la población, el 1.68% eran hispanos o latinos de cualquier raza.